# Elasmus cyaneicoxa
Elasmus cyaneicoxa är en stekelart som beskrevs av Girault 1912. Elasmus cyaneicoxa ingår i släktet Elasmus och familjen finglanssteklar. Inga underarter finns listade i Catalogue of Life.